# Roman Romanovics Romancsuk
Roman Romanovics Romancsuk (oroszul: Роман Романович Романчук  (Sztrij, 1979. július 3. – 2016. szeptember 8.) kétszeres nehézsúlyú orosz bajnok, valamint világbajnoki és Európa-bajnoki döntős orosz amatőr ökölvívó. A Szovjetunióban, a mai Ukrajna területén született, Oroszországban élt.

## Eredményei
- 2002-ben és 2003-ban is döntős az orosz bajnokságon, de mindkétszer kikapott Alekszejevtől.
- 2004-ben nehézsúlyú orosz bajnok.
- 2005-ben ezüstérmes a világbajnokságon szupernehézsúlyban. A döntőben a kubai Odlanier Solístól szenvedett vereséget.
- 2006-ban nehézsúlyú orosz bajnok.
- 2006-ban ezüstérmes az Európa-bajnokságon nehézsúlyban. Az elődöntőben  a német Alexander Povernovot győzte le, de a döntőben kikapott az ukrán Denisz Pojacikától.

Háromszor mérkőzött a kubai olimpiai bajnok Odlanier Solísszal, és kétszer le is győzte.
- 2008. július 28-án a Vlagyivosztokban edzőtáborozó olimpiai válogatottat csak segítő, de nem válogatott Romancsuk szóváltásba keveredett egy helyi lakossal, aki egy fegyverrel a sportoló felé lőtt. Az ökölvívónak ezután sikerült elvennie támadója pisztolyát, majd rálőtt a férfire, akit súlyos állapotban kórházba szállítottak. Romancsukot letartóztatták.